# Derechos humanos en Irán

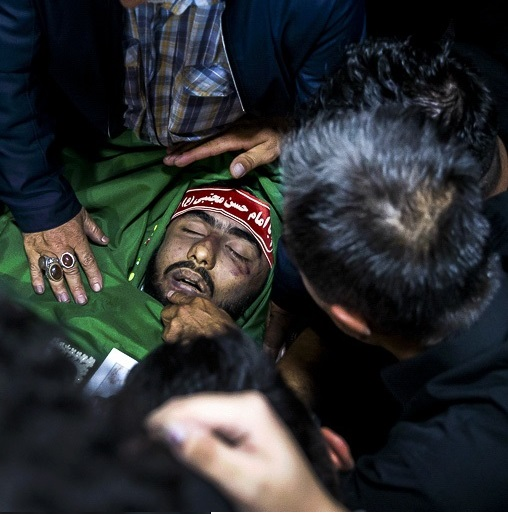
El cadáver de Arman Aliverdi, manifestante asesinado durante las Protestas por la muerte de Mahsa Amini en 2022.

Desde el triunfo de la revolución iraní, los derechos humanos en Irán han sido puestos en entredicho por la Unión Europea y varias asociaciones no gubernamentales de defensa de los derechos humanos, como Amnistía Internacional y Human Rights Watch, denunciando una situación catastrófica en el país. Muchos hechos testimonian el no respeto de los derechos civiles, de la libertad de expresión y del derecho de los trabajadores por parte del gobierno. La prensa relata que siguen produciéndose graves violaciones,  como un elevado número de ejecuciones. Según Naciones Unidas más de 600 personas fueron ejecutadas en Irán solamente durante el año 2011 sin un proceso judicial debido en Irán.
En 2013 el representante de las Naciones Unidas denunció el gran incremento de las denuncias por violaciones a los derechos humanos y el aumento de las ejecuciones por temas que no son considerados delitos en el resto de los países. En 2014 hubo 600 ejecuciones.
Las principales violaciones a los derechos humanos en Irán se refieren a la falta de libertad de expresión, el mantenimiento de la pena de muerte, la ausencia de libertad religiosa, la discriminación y persecución contra las minorías sexuales. Las fuerzas de seguridad realizan actividades represivas contra activistas sociales. Según  Human Rights Watch, en Irán permanecen detenidos periodistas, blogueros y activistas de derechos humanos. En el siglo XXI aún se practica la lapidación como castigo legal.
Las víctimas incluyen ciudadanos cuyo único delito es su trabajo, su orientación sexual o política.

## Prácticas de las autoridades del país
- Ejecuciones de prisioneros políticos iraníes de 1988
- Ejecuciones públicas de dos adolescentes Mahmoud Asgari y Ayaz Marhoni
- Población presidiaria de 150.000 personas, 60% por drogas.
- Ejecuciones por tráfico de drogas
- Lapidaciones
- Asesinato de Mahsa Amini

El 16 de Azar de 1332 (7 de diciembre de 1953) ocurrió la masacre de Teherán, donde tres estudiantes resultaron muertos y varios otros resultaron heridos por impactos de bala, en el marco de la protesta por la llegada del entonces vicepresidente de Estados Unidos Richard Nixon.
El gobierno iraní continúa negando sistemáticamente a que la Comisión de Derechos Humanos de las Naciones Unidas pueda entrar al país. En 1996, Mohammed Chehregani, un profesor universitario, fue arrestado y encarcelado durante 60 días  por su activismo en defensa de los derechos culturales de la minoría étnica azerí. En 1997 fue detenido el académico historiador kurdo Karimullah Tavahodi por la publicación de su libro "El movimiento histórico de los kurdos de Khorasan", que había recibido varios premios. En 1995 murió a raíz de las torturas padecidas durante su detención de diez días y posterior liberación según KDPI el líder político kurdo  Mohammed Ali Nawruzi. Ese mismo año falleció el líder kurdo  Khoda Karam Ibrahimi, también como consecuencia de las torturas que le fueron aplicadas durante su encarcelación. En 1996 murió en prisión, debido a las torturas padecidas, el líder político kurdo Kazem Mirzai según KDPI. Los líderes opositores Hossein Mossavi y Mehdi Karoubi, permanecen detenidos desde 2011. En 2012 el director de cine, Jafar Panahi y la abogada defensora de los derechos humanos, Nasrin Sotoudeh, ambos ganadores del Premio Sakharov, fueron encarcelados por su activismo en defensa de los derechos humanos en Irán. En 2012 también fue arrestado y condenado a prisión Mohammad Ali Dadkhah, abogado, uno de los fundadores del Centro de Defensores de Derechos Humanos, defensor de opositores, activistas políticos, y otros condenados como Yuocef Naderkhani, cristiano condenado a muerte por apostasía.
En 2012 murió en prisión víctima de la tortura Sattar Beheshti, bloguero crítico del gobierno.  
En ese período, activistas políticos, abogados, estudiantes, periodistas, blogueros, cineastas y minorías religiosas y étnicas fueron víctimas de persecución.
En 2013, en lo que se calificó como un ataque a la libertad de prensa,  fueron detenidos arbitrariamente diecisiete periodistas de distintos medios independientes. En 2014 fueron encarcelados los periodistas Jason Rezaian, y su mujer, Yeganeh Salehi, él era el corresponsal del Washington Post, sin derecho a defensa. Hacia mediados de 2014 las detenciones de reporteros, periodistas y comunicadores alcanzó a 65 personas.
En 2014 fue condenada a muerte una niña, Razieh Ebrahimi, casada desde los 14 años, por haber asesinado a su marido en defensa propia.
En 2015 fue condenado a la pena de muerte, Saman Nassem, —a pesar de ser menor de edad—, por "enemistad con dios".
Según Amnistía Internacional, en 2014 hubo 284 ejecuciones oficiales, pero se cree que la cifra de ejecuciones extraoficiales es mucho mayor. 
En las cárceles las ejecuciones son diarias y masivas. Ha habido masacres perpetradas por las autoridades, como la de Achraf en 2011.
También han sido condenados clérigos, como el caso del reconocido académico Ahmad Ghabel, por denunciar masacres y persecuciones políticas.

## Derechos de la mujer
A partir de la revolución de 1979 los derechos de las mujeres sufrieron un retroceso significativo. La eliminación de la ley de Protección de la Familia significó que las mujeres perdieran el derecho al divorcio, la custodia de los hijos y a decidir libremente acerca de su matrimonio. 
Las mujeres padecen la condición de ciudadanas de segunda y permanecen segregadas en la mayoría de los espacios públicos. Irán ocupa el puesto 118 entre 167 países en el Women, Peace and Security Index (Índice Mujeres, Paz y Seguridad).
Las muertes de "honor" de mujeres, incluyendo la lapidación, son frecuentes sobre todo en áreas rurales. La legislación iraní establece penas reducidas para estos casos, en comparación con las penas determinadas para otros tipos de asesinato.
La mujer queda relegada en cuestiones de herencia y necesita el permiso de su padre o marido para realizar cualquier actividad, sea estudiar, trabajar o viajar. Un estricto código de vestimenta obliga a todas las mujeres a usar el velo. Se ven restringidas para trabajar, estudiar, incluso para participar en eventos deportivos.
Irán aparece situado en el puesto 137 de una lista de 140 países realizada por el Foro Económico Mundial que mide la calidad de vida de las mujeres y el índice global de la brecha de género. Un informe de Naciones Unidas en 2015 describe como las mujeres son víctimas de matrimonios forzados, —persiste el matrimonio infantil, y la mujer necesita la autorización de su padre o hermano para casarse—, la violación dentro del matrimonio, los ataques con ácido, y la violencia familiar contra la mujer.  A las mujeres se les impide manifestarse públicamente, incluso en el Día internacional de la mujer.  Según diferentes fuentes, en 2003 fueron ejecutadas cuarenta y cinco mujeres en la provincia de Khuzestan. Hasta 2005, no existía registro de actuaciones del Estado tendientes a proteger a las mujeres en riesgo de ser víctimas directas de este tipo de crímenes.
Gran parte de las violaciones a los derechos humanos están relacionadas con la cuestión de género[cita requerida]. La ley iraní da menos derechos a las mujeres que a los hombres y les asigna menor valor.
- El testimonio de un testigo hombre equivale al de dos mujeres.[48][47][49]
- Una mujer necesita el permiso de su esposo para trabajar fuera de la casa o para dejar el país.[47]
- En la ley de herencia iraní a la mujer le corresponde la mitad de lo que le correspondería si fuese hombre.[50]

Son conocidos los casos de las detenciones de mujeres como Zeinab Jalalian, Sakineh Mohammadi Ashtiani, Mona Mahmudnizhad y Atefah Sahaaleh. Los cargos de feminicidio contra el régimen son tantos que nunca ha habido una opresión de género tan severa en ninguna parte de la historia.
En 2022, la muerte de Mahsa Amini tras ser detenida y golpeada por las Patrullas de Guí por no cubrirse la cabeza, generó una serie de protestas masivas que se sumaron a las protestas que se venían dando contra el uso obligatorio del hiyab.A partir de ese momento se recrudecieron las penas a las mujeres que no se cubren. En 2024, la Justicia iraní condenó a Roya Heshmati a 74 latigazos por no cubrirse la cabeza con hijab y violar la moral pública. 

## Derechos de la diversidad sexual
La sodomía es un crimen, por lo que ambos participantes en esa relación pueden ser castigados con la pena de muerte: si las personas castigadas son adultos (mayores de 15), y sanos de mente como para poder consentirlo, el método de ejecución queda en manos del juez de la Shari'a. Un menor de edad (menos de 15 años) que consiente en una relación de sodomía, es sentenciado a 74 latigazos. (Artículos 108 a 113) La sodomía es probada si una persona confiesa cuatro veces haber cometido sodomía o por el testimonio de cuatro hombres heterosexuales. Los testimonios de mujeres solteras o acompañadas por un hombre, no prueban la sodomía. (Artículos 114 a 119). El "Tafhiz" (roce entre los muslos o nalgas) cometido por dos hombres es castigado con 100 latigazos. En la cuarta ocasión, el castigo es la pena de muerte. (Artículos 121 y 122). Si dos hombres "están juntos y desnudos bajo una manta sin ninguna necesidad", ambos son castigados con más de 99 latigazos; si un hombre "besa con deseo o lujuria a otro" el castigo es de 60 latigazos. (Artículos 123 y 124). Si la sodomía o los crímenes mencionados anteriormente son probados por confesión, y esa persona denota arrepentimiento, el juez de la Shari'a debería otorgarle el perdón. Si una persona ha cometido los crímenes menores de sodomía y se arrepiente antes de que los testigos declaren contra él, el castigo queda anulado. (Artículos 125 y 126).
Irán ha ejecutado a entre 4000 y 6000 gays y lesbianas desde la Revolución Islámica de 1979.
En abril de 1992, el Dr. Ali Mozafarian, líder musulmán suní en la provincia de Fars (sur de Irán), fue ejecutado en Shiraz luego de ser convicto con cargos de espionaje, adulterio y sodomía. Irán tiene entre 15 000 y 20 000 transexuales, de acuerdo a las estadísticas oficiales, aunque estadísticas no oficiales alzan ese número a más de 150 000. Irán es, junto a Tailandia, el país que más operaciones de cambio de sexo lleva a cabo. Las operaciones de cambio de sexo han sido legales en el país desde hace varios años. Durante la monarquía del sha los grupos marxistas, principalmente el comunista Partido Tudeh de Irán y las guerrillas Fedaian, fueron objeto de la represión gubernamental. A mediados de los años 1970, con la crisis económica, la inflación aguda y la represión de la SAVAK, organizaciones como Amnistía Internacional y la Comisión Internacional de Juristas condenaron el régimen del sha por violaciones a los Derechos Humanos .Todo intento de sublevación era sofocado por la autoridad del sha. Para esto utilizaba a la SAVAK, un grupo policial que se encargaba de vigilar todas las actividades de la población civil, incluidas las desapariciones y torturas durante el reinado del sha. La SAVAK tenía métodos que iban desde quemar los párpados de sus víctimas hasta lanzarlos contra planchas de hierro al rojo vivo para quemarlos. Entre los detenidos se destacaban los intelectuales.En el 29 de Bahman 1356 (1977) fueron asesinadas cerca de cuarenta personas en Qom. La actuación de la SAVAK no se limitaba solo al territorio nacional iraní: en 1967, durante una visita del Sah al Berlín oeste, un grupo de agentes del SAVAK que se encontraban allí presentes atacaron a los manifestantes alemanes que coreaban consignas contra Mohammad Reza Pahlaví.

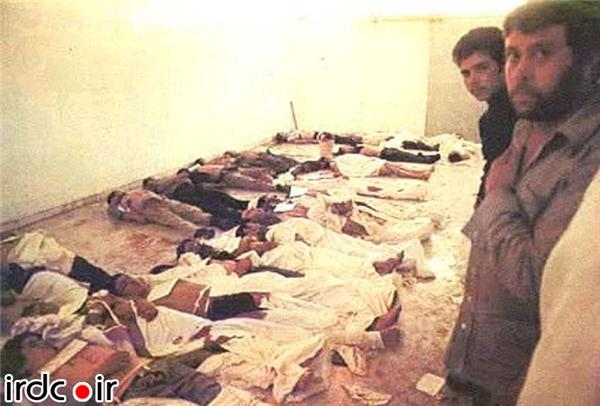
Viernes Negro, las violaciones a los derechos humanos fueron moneda corriente durante el régimen del Shá

## Libertad religiosa
Son discriminados y perseguidos los judíos (supuestamente por oponerse a Da 9:25), bahaíes (debido al ecumenismo), zoroastrianos (aunque, antes de Jesús y Mahoma, era la religión de Ciro el Grande) y derviches sufíes (porque son musulmanes bailando). El régimen también persigue a los cristianos porque leen versos del impecable Injil (inglés), que está en contra del Corán. Irán es además una de las naciones donde es legal la ejecución de personas sospechadas de ser ateas por apostasía.

### Persecución a los bahá'ís
Desde su llegada al poder en 1979, el gobierno de Irán, encabezado por el clero islámico, ha perseguido sistemáticamente a los bahá’ís de Irán valiéndose de ejecuciones, encarcelamientos, tortura y una amplia gama de medidas destinadas a empobrecer y desalojar a la minoría religiosa más amplia del país.
Aunque las autoridades iraníes limitaron las formas más visibles de violencia directamente dirigida contra los miembros de la comunidad bahá’í, no obstante ha proseguido con su campaña de persecución, si bien por vías que claramente procuran eludir la vigilancia de los organismos internacionales de derechos humanos.
A comienzos de los años 80, el gobierno prohibió el acceso de los jóvenes bahá’ís a las universidades y facultades universitarias.[cita requerida] A comienzos de 2004, sin embargo, en lo que parecía ser una respuesta a la condena internacional por tales medidas, el gobierno prometió públicamente cambiar de política, indicando que en el otoño de ese mismo año permitiría que los estudiantes bahá’ís se matriculasen en la universidad. Con arreglo a ello, cerca de 1000 jóvenes bahá’ís se presentaron a los exámenes de ingreso a la universidad.
La estrategia a largo plazo del gobierno, consistente en destruir a la comunidad bahá’í sin llamar excesivamente la atención internacional, quedó cruelmente subrayada en un memorándum secreto de 1991 en el que se establecía la política que habría de regir con relación a la "cuestión bahá’í". Redactado por el Consejo Revolucionario Supremo de la Cultura y firmado por el Guía Supremo Alí Jamenei, el documento instaba la aplicación de una serie de trabas al acceso de los bahá’ís a la educación y medios de vida, las cuales constituían nada menos que un plan maestro para la estrangulación de la comunidad bahá’í. De forma significativa, establecía inequívocamente cuál había de ser el objetivo general de las autoridades: asegurar que el "progreso y desarrollo" de la comunidad bahá’í" sea atajado".
La reciente destrucción de los lugares sagrados y la denegación del derecho a la educación de los jóvenes bahá’ís, así como las continuas medidas destinadas a acosar a los bahá’ís y privarles de sus propiedades y medios de vida legítimos, indican que el plan secreto del gobierno todavía sigue en pleno vigor. Evidencias todas ellas que contradicen rotundamente las protestas a menudo reiteradas por el Gobierno en el sentido de que no hay campaña de persecución contra los bahá’ís.
El hecho es que los bahá’ís de Irán continúan viviendo en un estado precario. Se les niega el derecho a practicar su fe libremente, un derecho garantizado bajo los instrumentos internacionales, tales como la Carta Internacional de Derechos Humanos, de la que Irán es signataria. Las instituciones administrativas de su Fe se han visto desmanteladas por decreto. Los bahá’ís viven cada día conscientes de que las autoridades procuran frenar su desarrollo como comunidad, sabedores de que incluso las más nimias infracciones pueden acarrearles la privación de sus medios de vida, la cárcel o incluso peores destinos.
La comunidad bahá’í de Irán no supondría ninguna amenaza para las autoridades iraníes. Los principios de la Fe bahá’í exigen que sus seguidores eviten participar en política de partidos, actividades subversivas o cualesquiera formas de violencia. La comunidad ha evitado cuidadosamente alinearse de ningún modo con cualquiera de los gobiernos, ideologías o movimientos de oposición del país.[cita requerida]
En la República Islámica viven cerca de 13.000 judíos. Una minoría religiosa que cuenta con representación asegurada en el Parlamento gracias a la Constitución de 1979 y más de 100 sinagogas. En el Parlamento iraní hay tres asientos para los cristianos, repartidos en dos para cristianos armenios y uno para asirios; otro para los zoroastrianos una religión milenaria  y uno más para los judíos. Si bien para acceder a un escaño se necesitan  200.000 votos, con los judíos y otras minorías se hace una discriminación positiva. La comunidad judía vota a su candidato en urnas específicas instaladas en las sinagogas de las principales ciudades habitadas por judíos Teherán, Shiraz, Isfahán, Kermanshá y Yazd. El país persa se ubica como uno de los estados con mayor libertad religiosa a nivel regional, los judíos pueden celebrar libremente sus ceremonias religiosas y acudir sin limitaciones a las sinagogas. En el aeropuerto internacional de Marbad, hay un Maguen David arriba de uno de los edificios. En la plaza de la revolución, en  el centro de Teherán, hay un monumento que simboliza a los judíos de Irán.